# Trophée Kalevi-Numminen
Pour les articles homonymes, voir Kalevi et Numminen (homonymie).
Le trophée Kalevi Numminen récompense le meilleur entraîneur de la saison dans le championnat de Finlande de hockey sur glace. Il est attribué depuis 1978 et a été renommé en 1995 en l'honneur de Kalevi Numminen joueur puis entraîneur de l'équipe de Finlande de hockey sur glace.

## Lauréats
| Saison    | Équipe           | Entraîneur         |
| --------- | ---------------- | ------------------ |
| 1977-1978 | Kärpät Oulu      | Kari Mäkinen       |
| 1978-1979 | Kiekkoreipas     | Veli-Pekka Roiha   |
| 1979-1980 | HIFK             | Jorma Rikala       |
| 1980-1981 | Kärpät Oulu      | Kari Mäkinen       |
| 1981-1982 | Tappara Tampere  | Rauno Korpi        |
| 1982-1983 | Jokerit Helsinki | Reijo Ruotsalainen |
| 1983-1984 | Kärpät Oulu      | Pentti Matikainen  |
| 1984-1985 | Ilves Tampere    | Seppo Hiitelä      |
| 1985-1986 | Tappara Tampere  | Rauno Korpi        |
| 1986-1987 | Tappara Tampere  | Rauno Korpi        |
| 1987-1988 | HIFK             | Pentti Matikainen  |
| 1988-1989 | TPS Turku        | Hannu Jortikka     |
| 1989-1990 | TPS Turku        | Hannu Jortikka     |
| 1990-1991 | TPS Turku        | Hannu Jortikka     |
| 1991-1992 | HIFK             | Harri Rindell      |
| 1992-1993 | TPS Turku        | Vladimir Iourzinov |
| 1993-1994 | TPS Turku        | Vladimir Iourzinov |
| 1994-1995 | TPS Turku        | Vladimir Iourzinov |
| 1995-1996 | HPK Hämeenlinna  | Sakari Pietilä     |
| 1996-1997 | HPK Hämeenlinna  | Hannu Kapanen      |
| 1997-1998 | HIFK             | Erkka Westerlund   |
| 1998-1999 | TPS Turku        | Hannu Jortikka     |
| 1999-2000 | TPS Turku        | Hannu Jortikka     |
| 2000-2001 | TPS Turku        | Hannu Jortikka     |
| 2001-2002 | Jokerit Helsinki | Raimo Summanen     |
| 2002-2003 | Tappara Tampere  | Jukka Rautakorpi   |
| 2003-2004 | Kärpät Oulu      | Kari Heikkilä      |
| 2004-2005 | Kärpät Oulu      | Kari Jalonen       |
| 2005-2006 | HPK Hämeenlinna  | Jukka Jalonen      |
| 2006-2007 | Kärpät Oulu      | Kari Jalonen       |
| 2007-2008 | Espoo Blues      | Petri Matikainen   |
| 2008-2009 | JYP Jyväskylä    | Risto Dufva        |
| 2009-2010 | TPS Turku        | Kai Suikkanen      |
| 2010-2011 | Espoo Blues      | Petri Matikainen   |
| 2011-2012 | JYP Jyväskylä    | Jyrki Aho          |
| 2012-2013 | Ässät            | Karri Kivi         |
| 2013-2014 | SaiPa            | Pekka Tirkkonen    |
| 2014-2015 | Kärpät Oulu      | Lauri Marjamäki    |
| 2015-2016 | Tappara Tampere  | Jussi Tapola       |
| 2016-2017 | Kalevan Pallo    | Pekka Virta        |
| 2017-2018 | Kärpät Oulu      | Mikko Manner       |
| 2018-2019 | HPK Hämeenlinna  | Antti Pennanen     |
| 2019-2020 | KooKoo Kouvola   | Jussi Ahokas       |
| 2020-2021 | KooKoo Kouvola   | Pekka Virta        |